# Schematismus
Schematická literatura se vyznačuje dodržováním určitých pravidel, která jsou neměnná a potlačují vlastní uměleckou volnost, kterou by autor mohl do díla dát. Může se jednat buďto o určitou formu, jako je například sonet, nebo o ideologicky zaměřený obsah.

## Ideologicky zaměřený
Obsahuje dogmata, idealizované postavy, ideologicky zajímavá témata. Literatura tohoto druhu je nekvalitní a u nás se projevovala především po 2. světové válce, kdy euforicky oslavovala osvoboditele (Rudou armádu), v 50. a později 70. letech, kdy měla za cíl oslavovat komunismus a pracující třídu a „normalizovat“.